# Каталонија
Каталонија (кат. Catalunya; оксит. Catalonha; шп. Cataluña) је једна од 17 аутономних заједница Шпаније. Њено подручје углавном одговара историјској територији Кнежевине Каталоније. Аутономна заједница Каталонија има површину од 32.091 km², а званичан број становника је око 7,5 милиона (2010). Претежно становништво су Каталонци који говоре каталонским језиком. Главни град Каталоније је Барселона.
Каталонија је званично призната као историјска нација у Каталонском аутономном статуту усвојеном 1979. године, у складу са уставом Шпаније из 1978. године.
Дана 27. октобра 2017. године, Каталонија је и званично прогласила своју независност. Након проглашења независности, Влада Шпаније је одмах покренула члан 155. Устава Шпаније тј. активирала „нуклеарну опцију”, чиме је распуштен целокупан каталонски парламент укључујући и председника Каталонске владе Карлеса Пуџдемона, потпредседника као и све министре у парламенту. САД, Немачка, Француска, Уједињено Краљевство, Словачка и Турска изразиле су подршку Шпанији и њеном територијалном интегритету, наводећи да не признају независност Каталоније. Председник Владе Шпаније, Маријано Рахој Бреј, осим тога је сазвао и превремене регионалне изборе за 21. децембар 2017. године.

## Порекло назива
Назив Каталонија почео се употребљавати у 11. веку. Постоји неколико претпоставки како је дати назив изведен:
- По првој претпоставци Каталонија је добила назив према месној речи за замак — кастла (castlà, енг. Castel), па би према томе Каталонија била „Земља замака"[2][3];
- По другој претпоставци је дати назив добијен од речи Готија ("Земља Гота"), која је постепено прешла у данашњи назив (Готија > Готландија > Готаланија > Каталонија).[4]

## Положај
Каталонија се налази у североисточном делу Пиринејског полуострва. Са других страна покрајина је окружена:
- Север: Француска и Андора,
- Исток: Средоземно море,
- Југ: Валенсијанска Заједница,
- Запад: Арагонија.

## Природне одлике
Површина покрајине је 32.114 km2 и по овоме је Каталонија једна од пространијих шпанских аутономних заједница.
Рељеф: У оквиру Каталоније разликују се три природне целине. Приобални део на истоку и југу чини низ приморских долина испресецаних побрђем које допире до мора. Приморске равнице стварају значајније реке покрајине (Ебро, Тер, Љобрегат, Сегре) у доњем делу својих токова. Ова целина има најнасељенији и привредно најзначајнији део Каталоније. Ту је смештен и град Барселона. Средишњи део покрајине чине брда и ниже планине и то је махом део под маслињацима и виноградима. Северни део покрајине је изразито планински и чине га источни Пиринеји, који у потпуности затварају покрајину са севера. Њихови највиши врхови досежу и преко 3000 м надморске висине (Врх Пика Д'Естатс 3143 м н. в.). Ово је привредно слабије развијен део Каталоније са ретком насељеношћу по уским долинама.
Клима: Клима у приморском делу Каталоније је средоземна, у средишњем делу има одлике умерено континенталне климе, да би у планинским крајевима добила оштрије, планинске црте.
Воде: Каталонија је приморска аутономна заједница са изласком на северозападну обалу Средоземног мора на свом истоку и југоистоку. Обала је слабо разуђена, без значајнијих острва. Од речног система најзначајнији је Ебро, који тече покрајином само доњим делом тока. Друге значајне реке су Тер, Љобрегат и Сегре, које горњим делом тока теку кроз Пиринеје, да би доњим делом досегле приморске равнице и море.
Биљни и животињски свет: Каталонија спада у „зеленије“ области иначе сушне Шпаније, па је чак 30% покрајине под обрадивом земљом. Област Пиринеја је покривена шумама, углавном боровим.

## Управна подела
Каталонија је подељена на 4 покрајине са истоименим градовима као управним средиштима:
- Барселона,
- Ђирона,
- Љеида,
- Тарагона.

Дате покрајине се даље деле на округе (комарке). Њих је укупно 41.

## Историја

### Праисторија и антика
Област Каталоније била је насељена већ у доба праисторије разним иберским племенима. У доба ране антике Стари Грци и Картагињани оснивају своје колоније дуж каталонског приобаља. Касније, током времена староримске државе тадашња провинција Тарако постаје једна од најразвијенијих у западном Средоземљу. У ово време месно становништво је романизовано.

### Средњи век
Након пада Западног римског царства област данашње Каталоније је заједно са осталим провинцијама на Пиринејском полуострву пала под власт Визигота, под којима остаје 4 века. Тада је њихова власт била замењена краткотрајном влашћу Мавара, које 732. године протерују Франци. Ова област постаје неколико векова погранично подручје између Франака на северу и Мавара на југу. Оваква околност омогућила је појаву месних кнежевстава, вазала Франака (801—987), која су утрла путу стварању каталонског народа. 987. године гроф од Барселоне је постао самосталан и тада започиње развој средњовековне каталонске државе. 1137. године владар Рамон Беренгер IV је женидбом са владарком суседне Арагоније створио заједничку државу — Краљевину Арагонију. Ова краљевина је у каснијим вековима имала значајан утицај на западном Средоземљу (Сицилија, Напуљ, Корзика...). 1469. године Краљевина Арагонија је венчањем владара заједном са Краљевином Кастиљом створила Краљевину Шпанију.

### Нови век
Иако су обе некадашње краљевине имале значајну аутономију у оквиру Шпаније померање трговачких путева на Атлантик довело до јачања Кастиље и Мадрида, па је аутономија Каталоније временом слабила. Месна привреда је пропадала. Почетком 18. века дошло до династичких сукоба око престола, у којима су победили Бурбони, противници Каталоније, па је дошло до укидања аутономије Каталоније 1714. г.

### Савремено доба
После два века таворења у другој половини 19. века почиње развоја савремене привреде у Каталонији, која постаје „индустријско срце“ Шпаније. Почетком 20. века почиње освешћивање Каталонаца и борба за права, која су исходила добијањем аутономије 1931. године. Међутим, аутономија је била кратког века и одмах по окончању Шпанског грађанског рата, 1939. године генерал Франко укида аутономију Каталоније и ограничава употребу каталонског језика. Ово је временом довело до великог гнева код становништва, па је одмах по смрти генерала Франка 1975. године дошло до притиска за добијање аутономије, која је и добијена 1978. године. Као веома развијена област у држави Каталонија је искористила прикључење Шпаније ЕУ 1985. године и нагло се развила током протекле три деценије. Дана 18. јуна 2006. одржан је референдум на ком се изгласало са 74% гласова „За“ нови статут аутономије у оквиру Шпаније. Према новом Статуту о аутономији, Каталонија је добила најшири облик аутономије и пуну самоуправу у оквиру Шпаније, де факто, добила је статус федералне јединице. Нови статут ступио је на снагу 9. августа 2006. године.
Жеља за независности од Шпаније је почела да се јавља крајем 2015 победом коалиције „Заједно за да" која је освојила 62 од 135 места у каталонском парламенту, па је тако расписан референдум о независности 1. октобра 2017.
Грађани су на референдуму о независности са 90,9% гласали за то да Каталонија постане Република. Парламент Каталоније прогласио је независност на гласању одржаном 27. октобра 2017, након чега је шпански Сенат гласао за увођење принудне управе Шпаније над Каталонијом у периоду од шест месеци, распуштени су влада и парламент, до нових избора.

## Становништво
| 1970.     | 1981.     | 1991.     | 2001.     | 2010.     |
| --------- | --------- | --------- | --------- | --------- |
| 5.122.567 | 5.949.829 | 6.062.273 | 6.174.547 | 7.462.044 |

Данас Каталонија има преко 7,5 милиона становника и то је једна од најнасељенијих покрајина Шпаније. То је чак 4 пута више становника него пре једног века, односно за 50% више него 1970. године. По овоме се може рећи да је раст становништва био знатно бржи него у другим деловима државе, а разлог овоме је нагли раст града Барселоне, у чијем ширем подручју живи чак 2/3 становништва покрајине.
Густина насељености је око 230 ст./km², што је више него двоструко од државног просека (око 100 ст./km²). Међутим, део покрајине око града Барселоне је изузетно густо насељен — преко 1000 ст./km². Равничарски и приобални део покрајине је такође густо насељен, густине насељености сличне покрајинском просеку. Овај део је и развијенији и окренут индустрији и туризму. Пиринејско подручје на северу је слабо насељено (<50 ст./km²).
Претежно становништво покрајине су Каталонци. Утицај наглог развоја покрајине у последњем веку види се и у приметном уделу новоусељеног становништва. До пре неколико деценија овде су се махом насељавали усељеници из слабије развијених делова Шпаније, али је протеклих две деценије дошло до значајног скока усељавања из иностранства (Латинска Америка, Африка, Источна Европа), па страни усељеници данас чине око 8,9% укупног становништва.
Каталонци говоре каталонским језиком, који је данас заједно са шпанским званичан језик Каталоније. Међутим, током Франкове владавине употреба каталонског језика је била строго ограничена, услед чега је знатана део становништва заборавио матерњи језик. Добијањем аутономије каталонске власти су низом мера васпоставиле значај каталонског језика, па је његова употреба данас веома распрострањена у покрајини. И поред тога и данас више од 1/3 становништва га не употребљава као матерњи језик уместо шпанског (који је зна безмало целокупно становништво). Ово је особено посебно за Барселону. У крајње северозападном делу Каталоније (Аранска долина) се говори окситански језик, који има статус званичном у оквирима дате долине.

### Највећи градови
| Барселона Лоспиталет де Љобрегат | 1.  | Барселона                | Барселона | 1.615.908 | Бадалона Тараса |
| Барселона Лоспиталет де Љобрегат | 2.  | Лоспиталет де Љобрегат   | Барселона | 253.782   | Бадалона Тараса |
| Барселона Лоспиталет де Љобрегат | 3.  | Бадалона                 | Барселона | 218.329   | Бадалона Тараса |
| Барселона Лоспиталет де Љобрегат | 4.  | Тараса                   | Барселона | 206.245   | Бадалона Тараса |
| Барселона Лоспиталет де Љобрегат | 5.  | Сабадељ                  | Барселона | 203.969   | Бадалона Тараса |
| Барселона Лоспиталет де Љобрегат | 6.  | Тарагона                 | Тарагона  | 131.158   | Бадалона Тараса |
| Барселона Лоспиталет де Љобрегат | 7.  | Љеида                    | Љеида     | 131.731   | Бадалона Тараса |
| Барселона Лоспиталет де Љобрегат | 8.  | Матаро                   | Барселона | 119.780   | Бадалона Тараса |
| Барселона Лоспиталет де Љобрегат | 9.  | Санта Колома де Граманет | Барселона | 117.336   | Бадалона Тараса |
| Барселона Лоспиталет де Љобрегат | 10. | Реус                     | Тарагона  | 107.770   | Бадалона Тараса |

## Привреда
Каталонија по свим привредним показатељима спада у најбогатије шпанске аутономне заједнице.
Традиционалне привредне гране у већини делова покрајине су углавном индустрија и пољопривреда. Пољопривреда се углавном темељи на узгајању винове лозе и маслина и производњи вина и маслиновог уља. У равничарским крајевима гаје се жито и агруми.
Индустрија је махом развијена око Барселоне и разноврсна је.
Међутим, највећи део становништва упошљен је у терцијарном и квартерном сектору (60%). Оба сектора су везана за град Барселону, као главни град државе и важно туристичко одредиште — туризам и угоститељство, трговина, банкарство, државна управа, јавне, културне, образовне установе. Туризам је изузетно битна развојна грана покрајине. Развијене су све врсте туризма, од којих се највише истиче културолошки туризам, везан за очувано градитељско, верско и уметничко наслеђе града Барселоне. Летњи туризам је развијен у приобалним деловима покрајине — Коста Брава (Бланес, Тоса дел Мар, Љорет де Мар) и Коста Дорада (Сиџес, Тарагона, Камбрилс).

## Знаменитости покрајине
Постоји неколико Унескових места Светске баштине у Каталонији:
- Саграда Фамилија, Барселона
- Археолошко налазиште Тарако, Тарагона
- Романичке цркве у градићу Ваљ де Бој
- Парк Гуељ, Барселона
- Палата Гуељ, Барселона
- Каса Мила, Барселона
- Манастир Поблет, Поблет, покрајина Тарагона
- Каталонска палата музике, Барселона
- Болница Сан Пау, Барселона

## Слике градова покрајине
- Барселона
- Ђирона
- Љеида
- Тарагона